# Ricardo Troncoso Muñoz
Ricardo Aurelio Troncoso Muñoz (29 de octubre de 1947) fue un profesor de Biología y militante del MIR detenido por agentes de la DINA el 15 de agosto de 1974. Tenía 27 años a la fecha de su secuestro. Es uno de los detenidos desaparecidos de la dictadura militar en Chile.

## Un profesor de Biología es detenido por la DINA
Ricardo Troncoso Muñoz estudió en el Liceo de Hombres de Talca, actualmente Liceo Abate Molina. Después estudió Pedagogía en Biología en el campus Lircay de la Universidad de Talca.  Este profesor militante del MIR, luego del Golpe Militar del 11 de septiembre de 1973, había permanecido asilado en la Embajada de México en Santiago desde el 10 de octubre de 1973 hasta el 1.º de marzo de 1974, fecha en que abandonó el asilo desesperado por la tardanza en el otorgamiento del salvoconducto. 
Al abandonar su asilo en la embajada de México, Ricardo Troncoso envió una carta a sus compañeros y compañeras, dando a conocer su deseo de unirse a la resistencia:

““1.º de Marzo de 1974
Compañeros y camaradas:
Les escribo estas palabras porque siento la necesidad de dejar en claro ante ustedes las razones que tiene para tomar este camino y además porque tengo la esperanza de que contribuya a hacer renacer en algunos de ustedes que aún están indecisos, la necesidad de concluir lo que aquí acaba de comenzar.
Hoy, tras más de cuatro meses de asilo en esta embajada y a la luz de los acontecimientos posteriores al golpe y después de un exhaustivo análisis, he decidido abandonar el asilo y unirme a la lucha clandestina por la liberación de nuestro pueblo. No es una sed de venganza la que mueve mis manos ahora, es antes que nada como una frialdad, y a la vez un ardor interno que quema mi piel, una necesidad de vivir, de vivir para luchar, de luchar para vencer, de proseguir lo que una vez empezamos y que hoy no podemos abandonar.
Yo que siempre llené mi vida con amor, amor por los explotados, por los hombres desposeídos, hoy siento renacidas fuerzas y aquellas como una sombra inmensa sin límites me embarga y mis ojos se nublan y siento en mi la necesidad de estar con aquellos que deberán soportar la más cruel y sangrienta de las dictaduras.
Todo esto no ha hecho más que reafirmar mi fe en el marxismo – leninismo y tener la confianza de que algún día no lejano la victoria final estará en nuestras manos.
Esta va a ser una lucha ardua, aún quedan muchos por caer, pero venceremos. Algunos nos traicionaron y otros nos traicionaran, pero venceremos. Tal vez se teñirán de sangre como nunca los ríos de esta tierra, pero eso no debe hacernos retroceder. Nuestra bandera será la de tantos chilenos heroicos que hoy se han ido con la noche y cuya sangre palpita en nuestras manos y por sobre todo venceremos porque la historia está de nuestro lado y en nuestros ojos está el fulgor de la justicia. Por eso y mucho más venceremos y siempre venceremos.
Esta carta no es el momento preciso para hacer un análisis político de la situación. Cada uno de ustedes estará haciéndolo y urgará muy dentro de su alma y dispondrá cual ha de ser el camino correcto a seguir.
La mayor parte de la gente que ha partido a cielos ajenos, debo decirlo con tristeza y con pesar, ha abandonado la lucha y su actitud esta peligrosamente teñida de un hálito de traición.
El abandonar esta tierra húmeda y sus montañas no debe significar el dejar de lado el compromiso que una vez tomamos y que hoy ha sido sellado con sangre, sangre obrera, sangre campesina, sangre indefensa, sangre inocente, sangre de compañeros amados y heroicos hasta la muerte.
Aquellos que han de irse sabrán que el verdadero revolucionario siempre, en cualquier lugar en que se encuentre, encontrará porque luchar y sabrá elegir el correcto camino y defender la justicia socialista, sea cual sea el precio que tenga que pagar.
La vida aquí adentro ha hecho olvidar e ignorar en parte las penurias y las dificultades sin límites a que están enfrentados los que aún combaten afuera.
Yo me voy porque siento que seré más útil aquí que afuera de este país. Porque aún queda en mí mucho que entregar y porque hay necesidad de hombres para esta batalla.
Y si he de dejar mi vida en el camino, bienvenida sea la muerte porque no será en vano.
Camaradas, que mis palabras, hoy escritas con mis manos y las de muchos otros penetren en vuestros corazones y siembren en él la semilla de la revolución verdadera.
Por la unidad combativa y sin sectarismo de toda la izquierda.
Hasta la victoria final,
Patria o muerte,
Venceremos”.

El 15 de agosto de 1974 fue secuestrado por agentes de la Dirección Nacional de Inteligencia (DINA) en un domicilio ubicado en la calle Bueras N.º 172, departamento D, en Santiago. También fueron secuestrados los hermanos Hernán Galo González Inostroza y María Elena González Inostroza, así como Elsa Leuthner Muñoz. Todos ellos son detenidos desaparecidos. Testigos del secuestro fueron el conserje y mayordomo del edificio de departamentos donde vivían Ricardo y sus compañeros. Ambos vieron cómo fueron sacados todos los moradores del departamento "D" por agentes de civil. Posteriormente, todos fueron trasladados en una camioneta hasta el recinto clandestino de detención y tortura de la DINA denominado Londres 38, ubicado en el centro de Santiago. En el recinto de Londres 38, Ricardo y los demás aprehendidos en el departamento de calle Bueras fueron vistos y pudieron conversar con otros detenidos; algunos sobrevivientes atestiguaron acerca de su reclusión en ese lugar. Desde ese recinto, Ricardo y las demás personas con las que él vivía al momento de su detención fueron trasladadas al recinto de Cuatro Álamos, donde fueron vistos y pudieron departir con otros recluidos. Rosetta Pallini, quien fue expulsada a México, donde falleció en el mes de agosto de 1975, testimonió que estuvo recluida junto a Ricardo primero en Londres 38 y que luego habían sido trasladados ambos hasta "Cuatro Álamos", donde lo pudo ver hasta el 30 de agosto de 1974, fecha en que fue sacado de ese recinto con destino desconocido.

## Proceso judicial en dictadura
El día 23 de septiembre de 1974, Sila Muñoz Cofré interpuso ante la Corte de Apelaciones de Santiago el Recurso de Amparo rol N.º 1126-74, en favor de su hijo Ricardo Troncoso Muñoz, el que fue rechazado el 19 de febrero de 1975. La Corte ordenó remitir los datos pertinentes al juez que corresponda, a fin de que instruya sumario, para averiguar la posible comisión de un delito con ocasión de la desaparición del citado Troncoso. El 5 de marzo de 1975, se inició en el Primer Juzgado del Crimen de Santiago la causa N.º 106.686. La Secretaria Ejecutiva Nacional de Detenidos SENDET informó que "el ciudadano Ricardo Aurelio Troncoso Muñoz, según consta en documentación elaborada por el Ministerio de Relaciones Exteriores, viajó en calidad de asilado a México". Teniendo en cuenta ese informe, la jueza concluyó que "no se ha cometido delito alguno", por lo que cerró el sumario y sobreseyó definitivamente la causa. Resolución que fue aprobada por la Corte de Apelaciones. El 30 de julio de 1975, la misma Corte ordenó la reapertura del sumario en base a una carta enviada por doña Sila Muñoz, en donde ésta demuestra que su hijo no ha salido del país y, en cambio, sí se encuentra detenido, detallando para ello una cantidad de diligencias que personalmente realizó. El 21 de abril de 1975, la Jueza nuevamente declaró cerrado el sumario y dictó el sobreseimiento definitivo de la causa. Resolución que fue rechazada por la Corte de Apelaciones, indicando que se encontraba incompleta la investigación. El 20 de enero de 1976 la jueza, una vez más, declarara el cierre del sumario y el sobreseimiento temporal de la causa. Finalmente, se cierra el sumario y se sobresee temporalmente la causa el 16 de junio de 1976, resolución que es aprobada por la Corte de Apelaciones con fecha 21 de septiembre de 1976, sin establecer que pasó con Ricardo Troncoso Muñoz, quien hasta la fecha se encuentra en calidad de detenido desaparecido.

## Informe Rettig
Familiares de Ricardo Troncoso Muñoz  presentaron su caso ante la Comisión Rettig, Comisión de Verdad que tuvo la misión de calificar casos de detenidos desaparecidos y ejecutados durante la dictadura. Sobre el caso de Ricardo Troncoso Muñoz, el Informe Rettig señaló que:

“El 15 de agosto de 1974 fue detenido en su domicilio de la ciudad de Santiago, por agentes de la DINA, Ricardo Aurelio TRONCOSO MUÑOZ, militante del MIR.  En la misma oportunidad fueron aprehendidos, y posteriormente desaparecidos, Hernán Galo y María Elena González Inostroza.  Se desconoce el recinto al que fue conducido Ricardo Troncoso.
Los testimonios y otros antecedentes recibidos por esta Comisión, la permiten afirmar que Ricardo Troncoso fue detenido y hecho desaparecer por obra de agentes del Estado, desconociéndose hasta hoy su paradero”.

## Proceso judicial en democracia
El proceso por la detención y desaparición de Ricardo Troncoso Muñoz fue investigado por el ministro de la Corte de Apelaciones de Santiago, Joaquín Billard, quien el 29 de abril de 2004, condenó a cuatro exagentes de la DINA: Miguel Krassnoff Martchenko, Marcelo Moren Brito, Basclay Zapata Reyes y Osvaldo Romo Mena, a la pena de diez años de prisión  por su responsabilidad en calidad de autores del delito de secuestro calificado de Ricardo Aurelio Troncoso Muñoz, Hernán Galo González Inostroza, María Elena González Inostroza y Elsa Victoria Leuthner Muñoz.
Según los antecedentes recopilados en la etapa de investigación, el magistrado dio por acreditado: "Que el día 15 de agosto de 1974, Ricardo Aurelio Troncoso Muñoz, Hernán Galo González Inostroza, María Elena González Inostroza y Elsa Victoria Leuthner Muñoz, fueron detenidos en el domicilio ubicado en calle Bueras 175, por agentes de la Dirección de Inteligencia Nacional, desconociéndose desde esa fecha su actual paradero;  
b) Que a los señalados Ricardo Aurelio Troncoso Muñoz, Hernán Galo González Inostroza, María Elena González Inostroza y Elsa Victoria Leuthner Muñoz, desde el día 15 de agosto de 1974, se les mantuvo privados de libertad sin orden administrativa o judicial que la justificare, en los centros de detención ilegal denominados en Londres N.º  38, Tres Álamos y Cuatro Álamos”.
El 2 de junio de 2006 la Corte de Apelaciones de Santiago ratificó la sentencia de primera instancia dictada por el ministro Joaquín Billard por la detención y desaparición de Ricardo Troncoso Muñoz y otros tres militantes de izquierda. La Corte  ratificó las condenas de prisión para 4 exagentes de la DINA: Miguel Krassnoff Martchenko, Marcelo Luis Manuel Moren Brito, Basclay Humberto Zapata Reyes y Osvaldo Enrique Romo Mena, a la pena de diez años de prisión  por su responsabilidad como autores del delito de secuestro calificado de Ricardo Aurelio Troncoso Muñoz, Hernán Galo González Inostroza, María Elena González Inostroza y Elsa Victoria Leuthner Muñoz.
La Corte Suprema, el 10 de abril del 2007, ratificó la sentencia dictada por el magistrado Joaquín Billard, y que no había sido modificada por la Corte de Apelaciones de Santiago. Aplicando el criterio de acoger los Convenios de Ginebra para los casos de violaciones a los derechos humanos cometidos en la dictadura y desestimando la amnistía y la prescripción. La Sala Penal de la Corte Suprema ratificó las condenas de prisión para 4 exagentes de la DINA: Miguel Krassnoff Martchenko, Marcelo Moren Brito, Basclay Zapata Reyes y Osvaldo Romo Mena, a la pena de diez años de prisión  por su responsabilidad como autores del delito de secuestro calificado de Ricardo Aurelio Troncoso Muñoz, María Elena González Inostroza, Hernán Galo González Inostroza y Elsa Victoria Leuthner Muñoz. La Corte Suprema para fundamentar la aplicación de los Convenios de Ginebra señaló que: "si valiéndose de la superioridad de la fuerza se consagró un estado de guerra para facilitar la lucha contra los que se oponían al gobierno militar, hay que estarse también a las consecuencias que se siguen de haber vulnerado la normativa que regulan los conflictos bélicos en relación con el tratamiento de los combatientes, a los que ya no se podía considerar como delincuentes comunes y, mucho menos, hacer víctima de represiones brutales como aquella de que dan cuenta los antecedentes de este proceso”.

## Memorial en la Universidad de Talca
En la Universidad de Talca existe un memorial en el sector del Parque de las Esculturas, en el Campus Talca, que contiene los nombres de exalumnos y profesores de la Universidad víctimas de la dictadura: Claudio Lavín, de Agronomía; José Sepúlveda, de Construcción Civil; Pablo Vera, de Ingeniería de Ejecución Mecánica; Héctor Valenzuela, profesor, y Ricardo Troncoso, exalumno Pedagogía en Biología.